# Lake George (hrabstwo Warren)
Lake George – wieś w Stanach Zjednoczonych, w stanie Nowy Jork, w hrabstwie Warren.